# 56 (число)
Вижте пояснителната страница за други значения на 56.
56 (петдесет и шест) е естествено, цяло число, следващо 55 и предхождащо 57.
Петдесет и шест с арабски цифри се записва „56“, а с римски цифри – „LVI“. Числото 56 е съставено от две цифри от позиционните бройни системи – 5 (пет) и 6 (шест).

## Общи сведения
- 56 е четно число.
- 56 е атомният номер на елемента барий.
- 56-ият ден от годината е 25 февруари.
- 56 е година от Новата ера.